# Ibidorhyncha
Ibidorhyncha is een geslacht van vogels uit de familie ibissnavels (Ibidorhynchidae). Het geslacht telt één soort.

## Soorten
- Ibidorhyncha struthersii – Ibissnavel